# یواس‌اس استتم (دی‌دی‌جی-۶۳)
یواس‌اس استتم (دی‌دی‌جی-۶۳) (به انگلیسی: USS Stethem (DDG-63)) یک کشتی است که طول آن ۵۰۵ فوت (۱۵۴ متر) می‌باشد. این کشتی در سال ۱۹۹۴ ساخته شد.